# دیوید نویل (ورزشکار)
 دیوید نویل (انگلیسی: David Neville؛ زاده ۱ ژوئن ۱۹۸۴) یک ورزشکار اهل ایالات متحده آمریکا است. 